# Carnaval des Hoûres
Le carnaval des Hoûres appelé aussi le carnaval noir d'Eben-Emael est une fête folklorique annuelle organisée dans le village d'Eben-Emael faisant partie de la commune belge de Bassenge au nord de la province de Liège. 
Il compte parmi les chefs-d’œuvre du Patrimoine oral et immatériel de la Fédération Wallonie-Bruxelles depuis 2011.

## Origine
L'origine des Hoûres est sans doute lointaine mais incertaine. L'histoire (la légende) raconte qu'en 633, le village d'Eben-Emael dépendait de la ville de Maestricht qui y créa une léproserie. Les lépreux pouvaient circuler librement dans le village, à condition de se voiler la figure et d’annoncer leur arrivée en agitant des clochettes ou des crécelles. Effrayés, les villageois s’enfuyaient à leur approche. Une fois l'épidémie contrôlée un demi-siècle plus tard, les habitants, fiers d'avoir vaincu la lèpre, s'en seraient moqués en reproduisant sur leur visage les noirs stigmates de la maladie et ont tourné cela à la dérision en revêtant des habits qui, comme pour les lépreux, masquaient leur corps et leur visage. Ainsi seraient nées les Hoûres, mot wallon signifiant dans un premier sens : filles de joie, prostituées (proche du néerlandais : hoer, hoeren) mais, dans le contexte carnavalesque régional, se rapprochant plutôt des macrales, des sorcières folkloriques des alentours (comme à Haccourt).

## Déroulement de la fête
Les Hoûres se réunissent d'abord les jeudis gras qui suivent la fête de la Chandeleur pour introniser de nouvelles Hoûres et organiser les rouflades. 
Le carnaval proprement dit se déroule le lundi et le mardi gras et les rouflades continuent. Le mardi gras est aussi animé par le réveil Tambours qui arpente en musique les rues du village dès sept heures du matin jusqu’à midi et se termine en fin de journée par un bal populaire.

## Vocabulaire carnavalesque
Les Hoûres sont des personnes de sexe masculin déguisées en femmes et masquées, habillées avec des cotes è hèrp, une tiglète, une gordenne et des scotchès et munies d'un pèce, d'un ramon et d'une vèseye.
Les rouflades sont des poursuites par les Hoûres de jeunes filles et de dames non déguisées venues les provoquer afin de leur noircir d'un trait les joues à l'aide d'un mélange de crème pour la peau et de charbon de bois. Ces poursuites ont lieu avant le coucher du soleil. Les rafes sont similaires aux rouflades mais peuvent se passer au domicile des "victimes".
Les cotes è hèrp sont deux larges jupes lignées de rouge et de noir dont l'une est attachée au cou et l'autre à la taille.
Li tiglète ou tiklète est une taie d'oreiller en vichy rouge et blanc coupée servant de couvre-tête.
Li gordenne est un morceau de rideau crocheté masquant le visage.
Les scotchès sont des bas de laine cachant et protégeant les mains.
Li pèce ou pèsse est une loque tordue et nouée pour former le tampon qui servira tout au long des journées du carnaval à noircir les joues des dames et demoiselles. 
Li ramon est une sorte de balai confectionné avec un fagot de bois.
Li vèseye est une vessie de porc gonflée servant à taquiner le public.